# Δ18O
Inom geokemi, paleoklimatologi och paleoceanografi är δ18O eller delta-O-18 ett mått på en avvikelse i förhållandet mellan de stabila isotoperna syre-18 (18O) och syre-16 (16O). 
Det används allmänt som mått på nederbördstemperatur, mått på växelverkan mellan grundvatten och mineraler, och som indikation på processer som uppvisar isotopfraktionering, såsom metanbildning. 
Inom paleovetenskap används 18O:16O-data från koraller, foraminiferer och iskärnor som en proxy för temperatur.
Värdet definieras som en avvikelse i promille (‰) mellan en provtagning och en standard:
{\displaystyle \delta {\ce {^{18}O}}=\left({\frac {\left({\frac {{\ce {^{18}O}}}{{\ce {^{16}O}}}}\right)_{\mathrm {prov} }}{\left({\frac {{\ce {^{18}O}}}{{\ce {^{16}O}}}}\right)_{\mathrm {standard} }}}-1\right)\times 1000} ‰ där standarden har en känd isotopsammansättning, som till exempel Vienna Standard Mean Ocean Water (VSMOW). Fraktioneringen kan uppstå från kinetisk, jämvikts- eller massoberoende fraktionering.

## Mekanism

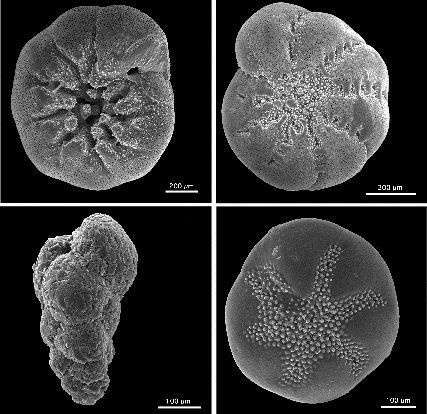
Foraminiferexempel.

Foraminiferskal är sammansatta av kalciumkarbonat (CaCO3) och finns i många vanliga geologiska miljöer. Förhållandet 18O till 16O i skalet används för att indirekt bestämma temperaturen på det omgivande vattnet vid den tidpunkt då skalet bildades. Förhållandet varierar något beroende på temperaturen i det omgivande vattnet, samt andra faktorer som vattnets salthalt och volymen vatten som är instängd i inlandsisen.
δ18O reflekterar också lokal avdunstning och sötvattentillförsel, eftersom regnvatten är 16O-berikat - ett resultat av den föredragna avdunstning av den lättare 16O från havsvatten. Följaktligen innehåller ythavet större proportioner av 18O runt subtropikerna och tropikerna där det finns mer avdunstning och mindre proportioner av 18O på mellanbreddgraderna där det regnar mer.
På liknande sätt, när vattenånga kondenserar, tenderar tyngre vattenmolekyler som innehåller 18O-atomer att kondensera och fällas ut först. Vattenånggradienten på väg från tropikerna till polerna blir gradvis mer och mer utarmad på 18O. Snö som faller i Kanada har mycket mindre H218O än regn i Florida och på samma sätt har snö som faller i mitten av inlandsisar en lättare δ18O signatur än vid dess utkanter, eftersom tyngre 18O fälls ut först.
Förändringar i klimatet som förändrar globala mönster av avdunstning och nederbörd förändrar därför bakgrunden δ18O-förhållandet.
Fasta prover (organiska och oorganiska) för syreisotopanalys förvaras vanligtvis i silverbägare och mäts med pyrolys och masspektrometri.
Forskare måste undvika felaktig eller långvarig förvaring av proverna för att uppnå noggranna mätningar.

## Extrapolering av temperatur
Baserat på det förenklade antagandet att signalen kan tillskrivas enbart temperaturförändringar, med effekterna av salthalt och isvolymförändringar ignorerade, uppskattade Epstein et al. (1953) att en δ18O-ökning med 0,22 promille motsvarar en kylning på 1 °C. Mer exakt ger Epstein et al. (1953) en kvadratisk extrapolering för temperaturen, som
{\displaystyle T=16,5-4,3\mathrm {\delta } +0,14\mathrm {\delta ^{2}} }
där T är temperaturen i °C (baserat på minsta kvadrat-anpassning för ett område av temperaturvärden mellan 9 °C och 29 °C, med en standardavvikelse på ±0,6 °C, och δ är δ18O för ett kalciumkarbonatprov).

## Paleoklimatologi

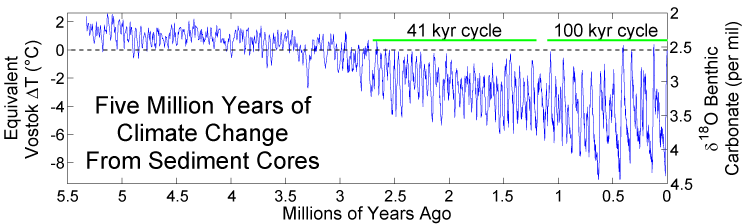
Klimatdata som rekonstruerats av
Lisiecki och Raymo (2005)

### Iskärnor
δ18O kan användas med iskärnor för att bestämma temperaturen från tiden då isen bildades.
Lisiecki och Raymo (2005) använde mätningar av δ18O i bentiska foraminifer från 57 globalt fördelade djuphavssedimentkärnor, tagna som en proxy för den totala globala massan av inlandsisar, för att rekonstruera klimatet under de senaste fem miljoner åren.
Sammanlagda data från de 57 kärnorna var orbitalt avstämda till en orbitalt driven ismodell, Milankovic-cyklerna på 41 000 år (oblikvitet), 26 000 år (precession) och 100 000 år (excentricitet), som alla antas orsaka orbital forcering av global isvolym. Under de senaste miljoner åren har det funnits ett antal mycket starka glaciala maxima och minima, åtskilda med ungefär 100 000. Eftersom de observerade isotopvariationerna till formen liknar temperaturvariationerna som registrerats under de senaste 420 000 åren vid Vostok Station, anpassar figuren till höger värdena på δ18O (höger skala) med de rapporterade temperaturvariationerna från Vostoks iskärna (vänster skala), efter Petit et al. (1999). 

### Biomineraliserad vävnad
δ18O från biomineraliserad vävnad kan också användas för att rekonstruera tidigare miljöförhållanden. Hos ryggradsdjur innehåller apatit från benmineral, tandemalj och dentin fosfatgrupper [PO4]3− som kan bevara syreisotopförhållandena i miljövatten. Fraktionering av syreisotoper i dessa vävnader kan påverkas av biologiska faktorer som kroppstemperatur och kost.